# Otto Sillier
Otto Sillier (* 7. November 1857 in Berlin; † 4. März 1925 ebenda) war Vorsitzender einer deutschen Facharbeitergewerkschaft und Vorsitzender einer internationalen Gewerkschaftsorganisation.

## Leben und Werk im Kaiserreich
Sillier erlernte nach Absolvierung der Volksschule den Beruf eines Steindruckers und ging 1877 auf Wanderschaft, die ihn in mehrere Länder Europas führte. 1883 kehrte er in seine Heimatstadt Berlin zurück.
Der junge Steindrucker trat zunächst dem Senefelder-Bund bei. Der Bund war im November 1873 als gewerkschaftliche Kampforganisation gegründet worden, die auf eine Transformation der bestehenden Verhältnisse zielte. Das Sozialistengesetz machte den Organisationsbestrebungen ein jähes Ende. Um nicht aufgelöst zu werden, gab der Bund seinen Kampfcharakter auf und mutierte zu einer unpolitischen Unterstützungsorganisation.
Verschiedene Lokalstreiks im Gewerbe ab Mitte der 1880er Jahre gaben den gewerkschaftlichen Gedanken neue Impulse; es entstanden zunächst lokale Fachvereine. Sillier trat 1885 sofort dem Berliner Fachverein der Lithographen und Steindrucker bei. Parallel zu seiner Gewerkschaftsarbeit engagierte sich Sillier in der illegal operierenden deutschen Sozialdemokratie. Die diversen Fachvereine in den graphischen Zentren Deutschlands bildeten nach dem Fall des Sozialistengesetzes 1891 die Basis für die Gründung des Vereins der Lithographen, Steindrucker und Berufsgenossen, der sich nach diversen Umbenennungen 1904 den Namen gab, unter dem er in die Geschichtsbücher einging: Verband der Lithographen, Steindrucker und Verwandten Berufe.
Otto Sillier wurde auf dem Gründungskongress 1891 zum 1. Vorsitzenden gewählt; 1893 erfolgte seine hauptamtliche Anstellung als Gewerkschaftsfunktionär. Eine Wiederwahl Silliers zum Vorsitzenden erfolgte auf allen Gewerkschaftskongressen bis 1919 durchweg einstimmig. Silliers Organisation rekrutierte Lithographen, Steindrucker, Formenstecher (für Tapetendruck), Notenstecher, Chemigraphen, Lichtdrucker, Xylographen, Kupferdrucker und Tiefdrucker. Ähnlich wie der Verband der Deutschen Buchdrucker rekrutierte Silliers Organisation als Gewerkschaft gelernter Facharbeiter zunächst keine Frauen. Frauen wurden erst ab 1907 in die Organisation aufgenommen. 1905 umfasste die Gewerkschaft ca. 11.500 Mitglieder. 1911 bekannten sich 80 % der Steindrucker und 65,8 % der Lithographen zum Verband. Mit diesem Organisationsgrad lagen die Flachdrucker weit über dem anderer deutscher Facharbeitergewerkschaften.

## Arbeitskämpfe und Kriegsausbruch
Silliers Gewerkschaft mit hochspezialisierten Facharbeiter, deren Löhne an der Spitze der deutschen Lohnskala rangierten, war kämpferisch ausgerichtet. Der Vorsitzende führte seine Organisation in mehrere größere Arbeitskämpfe zur Verbesserung der Lohn- und Arbeitsverhältnisse im Gewerbe. Ein großer Streik im Jahre 1896 endete mit einer desaströsen Niederlage. Die große Tarifbewegung 1905/1906 mündete in einer zehnwöchigen Aussperrung. Allerdings konnte Silliers Organisation mit der Erringung des Neunstundentages einen bemerkenswerten Teilerfolg erringen.
Einen zentralen Durchbruch bei der Erringung des Achtstundentages sollte ein Arbeitskampf bringen, der im Spätsommer 1911 von Sillier und seiner Organisation eingeleitet wurde. Der Arbeitskampf dauerte 4 ½ Monate, die Unternehmerseite sperrte deutschlandweit aus. Der Streik gehörte zu den heftigsten in der deutschen Gewerkschaftsgeschichte. Der Streik ging vollständig verloren. Zur Streikniederlage hatte eine vorzügliche Organisation der Unternehmer, der Zuzug deutschsprachiger Streikbrecher aus Böhmen, eine schlechte Kommunikation und eine völlig unbefriedigende Streikabstimmung mit den befreundeten Gewerkschaften im graphischen Gewerbe beigetragen. Unterschätzt hatten Sillier und seine Kollegen revolutionäre neue technologische Entwicklungen im Gewerbe. Die großen Schnelldruckpressen konnten während des Streiks auch von Hilfskräften bedient werden, die die Macht von Silliers hochspezialisierter Facharbeitergewerkschaft aushebelten. Das finanzielle Desaster blieb unübersehbar. Der Streik hatte 1.762 Millionen Mark gekostet und die Hauptkasse völlig geleert. Die Gewerkschaft blieb nur mit einem Darlehen von 600.000 Mark überhaupt handlungsfähig.
Als Vorsitzender hatte Sillier den Streik angeleitet und mit seinem Vorstand die Verhandlungen mit der Unternehmerseite geführt. Unmittelbar nach Streikende erlitt Sillier 1912 einen Nervenzusammenbruch, von dem er sich nur langsam erholte. Für Silliers Gesundheit kam es noch schlimmer: Die „Trauerjahre 1914-1918“, „in denen er seine Hoffnung auf den Menschheitsfrieden zerrinnen sah“ gaben ihm regelrecht „den Rest“. Die Gesundheit des hochangesehenen Gewerkschafters war dermaßen zerrüttet, „dass an eine Besserung nicht zu denken war“. De facto ging die Leitung der Gewerkschaft seit 1913 auf das Vorstandsmitglied Johannes Hass, den späteren Stadtverordnetenvorsteher Berlins, über, ohne dass die Mitgliedschaft die gravierende Veränderung auf der Leitungsebene bemerkt hätte. Denn: Sillier publizierte weiterhin im Verbandsblatt „Graphische Presse“ und war für die Herausgabe aller Publikationen im Eigenverlag Otto Sillier verantwortlich.

## Funktionär auf nationaler und internationaler Ebene
Seit 1891 erhielt Otto Sillier Mandate für alle Gewerkschaftstage der Generalkommission der Gewerkschaften Deutschlands. Ab 1903 füllte die sogenannte „Vorständekonferenz“ das Vakuum zwischen dem Dachverband und den Einzelgewerkschaften als dem eigentlichen Träger gewerkschaftlicher Aktionen. 1914 sanktionierte der Münchener Gewerkschaftstag das real existierende Kontrollgremium und verankerte es auch statuarisch. Bis 1919 gehörte Sillier dem Gremium an und beteiligte sich bis zu seiner psychischen Erkrankung intensiv an den Diskussionen.
Eine geachtete Rolle als Gewerkschaftsführer nahm Sillier alsbald nach seiner Anstellung als hauptamtlicher Funktionär auf internationaler Bühne ein. Die ersten Bemühungen zu einer internationalen Zusammenarbeit der gewerkschaftlich organisierten Flachdrucker datieren aus den 1890er Jahren, denn die internationalen Kontakte der „Arbeiterkünstler“ übertrafen die anderer Berufsgruppen beträchtlich. Zu jener Zeit war Europa ein einziger großer Arbeitsmarkt und Facharbeiter konnten ohne Pass alle Grenzen überschreiten. Ein Gutteil der Lithographen und Steindrucker und die mit ihnen verwandten Berufe hatten in fremden Ländern gearbeitet.
Im August 1896 hob Sillier mit 13 Verbänden aus sieben Ländern das Internationale Berufssekretariat der Lithographen und Buchdrucker aus der Taufe („Internationaler Bund der Lithographen, Steindrucker und verwandten Berufe“). Die Leitung übernahm zunächst der englische Gewerkschaftsvorsitzende Charles Harrap. Sillier nahm als Delegierter auf allen internationalen Kongressen teil. Auf dem Kongress 1907 wurden Stimmen laut, den Sitz der Gewerkschaftsinternationale von England auf den Kontinent zu verlegen. Die Unzufriedenheit ging von der einflussreichen Schweizer Gewerkschaft aus, die Deutschland als neuen Sitz ins Spiel brachte. Die Sitzverlegung nach Deutschland war hochumstritten. Fast einstimmig erfolgte dann allerdings die Wahl Otto Silliers zum neuen Sekretär.
Sillier setzte zunächst den Beschluss um, ein dreisprachiges internationales Mitteilungsblatt herauszubringen. Mit dem Bulletin beschritt der Berliner den klassischen Weg deutscher Gewerkschaftsvorsitzender, die fast durchgängig im „Nebenamt“ die Internationalen Berufssekretariate anführten. Auch das „Bulletin des Internationalen Bundes der Lithographen, Steindrucker und verwandten Berufe“ diente länderübergreifend als Informations- und Dokumentationsorgan und brachte Informationen zu Arbeitsbedingungen und Lohnfragen und informierte über Streiks und Aussperrungen.
Trotz einer USA-Reise im Herbst 1909 gelang es Sillier nicht, die amerikanischen Gewerkschaften im Flachdruckgewerbe zur internationalen Mitgliedschaft zu gewinnen. Allerdings kam es zu Absprachen mit dem Ziel, transatlantische „Schmutzkonkurrenz“ zu vermeiden. Sehr erfolgreich gelang es allerdings Sillier in den Niederlanden isoliert agierende  Gewerkschaften im Lithographie- und Steindruckgewerbe zur Fusion eines einheitlichen Verbandes zu bewegen. Während des Krieges versuchten Otto Sillier und Johannes Hass den schwierigen Spagat: Einerseits suchten sie die Burgfriedenspolitik der deutschen Gewerkschaften gerecht zu werden; andererseits taten beide alles Erdenkliche, um das internationale Mitteilungsblatt bis August 1918 erscheinen zu lassen, damit die internationalen Verbindungen nicht ganz abreißen sollten. Im Bulletin herrschte meist ein „neutraler“ unpolitischer Ton vor, um die Gefühle keines der Mitglieder zu verletzen. Gleichwohl stellten die französischen Kollegen schon 1915 den Antrag, das Sekretariat in ein neutrales Land zu verlegen, was die Deutschen aus Satzungsgründen ablehnten und sich mit diesem Standpunkt auch durchsetzen konnten.

## Rücktritt, Tod, Gedenken
Der erste Nachkriegsverbandstag der gewerkschaftlich organisierten Flachdrucker verabschiedete den alten Vorsitzenden im November 1919 in Magdeburg ehrenvoll. Viele Delegierte nahmen jetzt erst Silliers schwere Erkrankung wahr. Im Mai 1920 gab Sillier sein letztes offizielles Mandat ab. Der Internationale Bund der Lithographen, Steindrucker und verwandten Berufe tagte nach dem Weltkrieg erstmals vom 13. bis 15. Mai in der schweizerischen Hauptstadt und verlegte den Sitz der Gewerkschaftsinternationale nach Belgien. Schwer gezeichnet konnte der noch amtierende internationale Gewerkschaftssekretär seinen Rechenschaftsbericht abgeben. Sein Auftritt trug viel dazu bei, dass auf der Konferenz „den Deutschen“ gegenüber eine versöhnliche Stimmung herrschte. Der deutsche Verband setzte für seinen demissionierten Vorsitzenden eine lebenslange Rente aus. Als Invalide durfte Sillier noch erleben, dass seine Gewerkschaft mit etwa 20.000 Mitgliedern weit über 90 % der im Gewerbe Beschäftigten organisieren konnte.
Otto Sillier starb am 4. März 1925 in Berlin. Die Bestattung erfolgte als große Demonstration auf dem Friedhof der freireligiösen Gemeinde Berlins. Sein nationaler Verband und viele internationale Organisationen würdigten seine gewerkschaftliche Pionierarbeit. Spätere Standardwerke zur Geschichte der Gewerkschaften im graphischen Gewerbe stellten in der Regel die Geschichte der Buchdrucker in den Mittelpunkt und strichen Silliers Lebensleistung nur knapp heraus.